# Чезаре Борджіа
Чеза́ре або Це́зар Бо́рджа (італ. Cesare Borgia; 13 вересня 1475, Рим — 12 березня 1507, Віана) — політичний діяч, герцог Валанський і романьольський, принц Андрії і Венафро, граф дійосський, правитель Пйомбіно, Камеріно й Урбіно, гонфалоньєр і генерал-капітан Святої церкви. Син  Родріго Борджіа, майбутнього Папи Олександра VI і Ваноцци де Каттані. Старший брат Лукреції Борджіа. Чезаре є однією з найбільш неоднозначних особистостей в історії. Спочатку батько Чезаре готував його до отримання духовного сану, оскільки в той час молодші з хлопчиків традиційно продовжували династію.

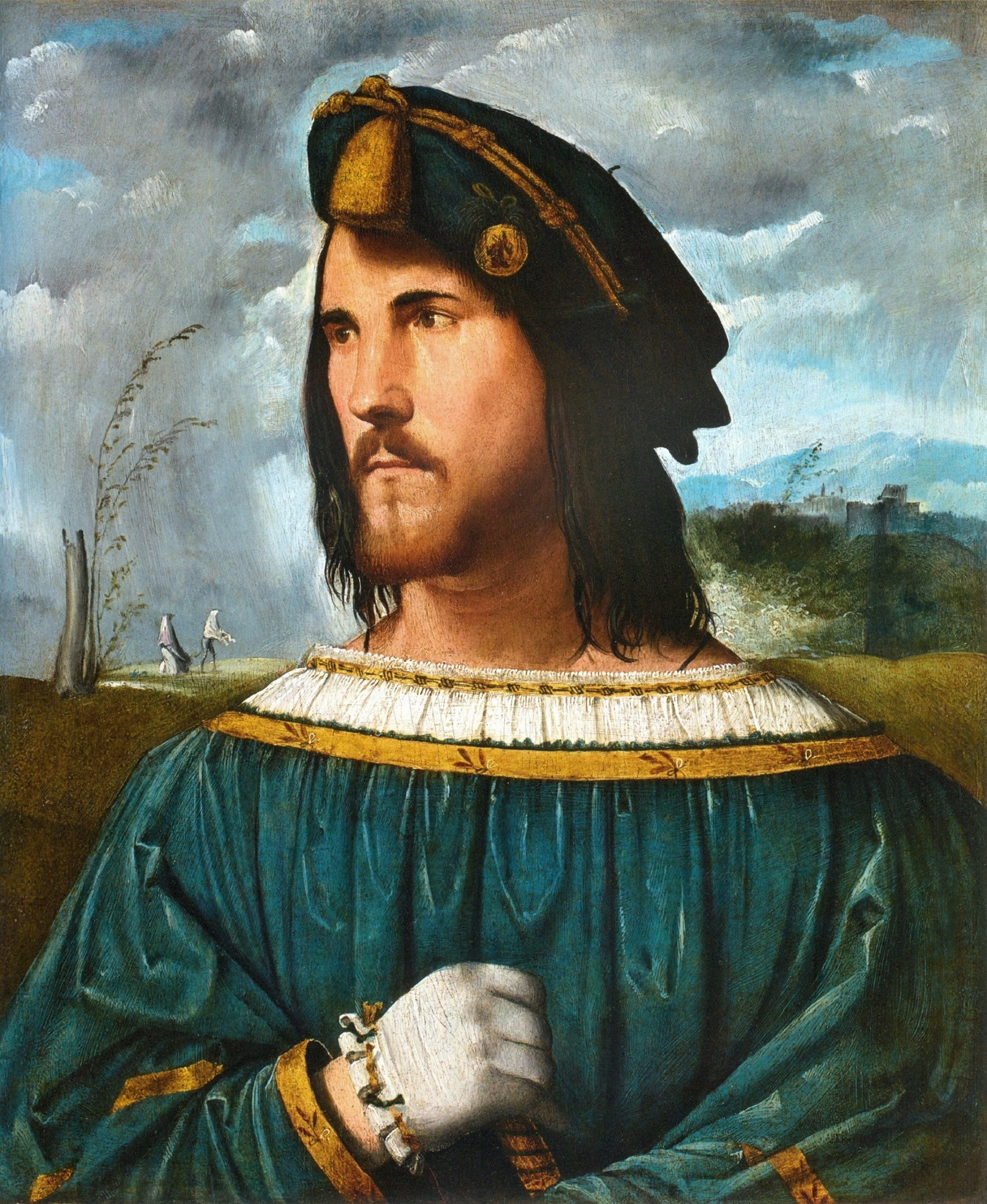
Худ. Альтобелло Мелоне. Чезаре Борджіа

Чезаре Борджа, якого Макіавеллі взяв за зразок для свого «Правителя», був розумним, вродливим, атлетичної статури, часом просто чарівним і завжди абсолютно безпринципним і нерозбірливим у засобах. Йому приписується єдина добра справа, яку він зробив за своє життя: він відкрив спеціальну лікарняну палату, в якій могли жити та лікуватися старі повії, що відійшли від справ через слабке здоров'я або похилий вік.

## Біографія

### Походження та молодість
Чезаре Борджіа був сином кардинала Родріго Борджія, родича папи Калікста III та коханки Ваноцци де Каттані.
У віці семи років Чезаре отримав частку в катедральних зборах Валенсії, а трохи пізніше посаду в папській канцелярії. До дев'яти років він також був ректором Гандії та скарбником Картахени. Ці призначення, само собою, здійснювалися з подачі його батька, Родріго, а всі посади стосувалися церковної власності, що означало їх збереження під контролем клану Борджіа.
У Чезаре був молодший брат, друга дитина Ванноцци, Джованні, і після смерті їх зведеного брата, Педро Луїса, Родріго призначив його другим герцогом Гандії. Таким чином, Родріго вирішив, що Чезаре повинен просуватися по лінії духовенства, посилюючи присутність Борджіа в церкві. Джованні міг стати на цьому шляху першою жертвою Чезаре.
Навчання Чезаре ретельно спланував його батько. До дванадцяти років його вчили репетитори в Римі. Потім його відправили до Перуджі, під опікою вчителя з Валенсії, якого пізніше за його заслуги підвищили до сану кардинала. В університеті Чезаре вивчав юриспруденцію та гуманітарні науки, потім переїхав до Пізи, де студіював теологію. По закінченні навчання його батько, тепер уже папа Олександр VI, зробив його кардиналом.
У 1498 році Чезаре був готовий повністю розпрощатися з кар'єрою священника і прийняти шляхетський титул. Попри те, що формально він ще був кардиналом, його батько організував весілля між Чезаре і Карлоттою, дочкою короля Неаполя. Посагом було багате місто Таренто. Щоб прискорити переговори, Чезаре з полегшенням скинув сутану, відрікся від даних ним священних присяг і отримав титул герцога Валентіно. Однак король Неаполя виявився людиною з амбіціями й відмовив папі.
Олександр, не прощаючи відмов, тут же уклав союз з новим королем Франції, Людовіком XII, який заявив своє право на королівства Мілана і Неаполя, бувши прямим спадкоємцем свого попередника. В обмін на дозвіл розлучитися з першою дружиною Людовик обіцяв надати Чезаре принцесу. Йдеться про Шарлотту д'Альбре, сестру короля Жана III Наваррського. Приданого було ще більше, одруження — розкішним, а шлюбна ніч — бурхливою.
Чезаре, тепер у статусі союзника французького короля, став генералом армії Людовика XII, здобувши переконливу перемогу в Романьї, суміжній території з папськими угіддями. Повернувшись до Риму в 1500 році з тріумфом, він вів за собою заковану в золоті ланцюги Катерину Сфорца, пані двох завойованих ним міст. Її ув'язнили, і її смерть була лише питанням часу, якби французи вчасно не заступилися за неї. 
Ювілейний 1500 став для Олександра VI і Чезаре початком періоду занепаду. Чезаре розважав натовп римлян, вбиваючи биків на площі Святого Петра. Відданий Бурхард у своїх щоденниках описав кілька розпусних сцен, що відбулися в перші місяці нового століття. Мова йде не тільки про безсердечні розстріли беззбройних полонених, але і про те, як Олександр, Чезаре і Лукреція з неприхованою пожадливістю спостерігали за тим, як п'ятдесят римських блудниць злягалися з палацовими стражниками в надії отримати приз «за найкраще виконання». Напідпитку гуляці відрізали язик і відрубали руку тільки за те, що він посмів пародіювати Чезаре. Венеціянця, який мав безглуздість написати памфлет, який критикує Борджіа, втопили в Тибрі.
Однак повернення до Риму з тріумфом для Чезаре було явно недостатньо. Коли ювілейні дари упокоїлися в його скринях, він отримав щедрий подарунок від батька, який нещодавно призначив дев'ять нових кардиналів, які зробили «пожертвування» в тисячі дукатів. Але Борджіа все одно жадали більшого. Вирішивши, що другий чоловік Лукреції, герцог Бішельє, більше їм не знадобиться (проти сімейства Бішельє в Неаполі повстали спільно Франція й Іспанія), Чезаре особисто придушив його, поки той був в ослабленому стані після недавнього замаху. Теж, до речі, влаштованого людьми Чезаре. І хоча Олександр спочатку не планував вбивство, ініціатива сина дозволила йому вигідно прилаштувати Лукрецію втретє.

### Останні роки та смерть
Після смерті Олександра в 1503 році, котра відбулась за вельми дивних обставин, дехто із сучасників Чезаре вважав, що саме він винний у смерті батька, дехто навіть значно пізніше дотримувався такої думки, зокрема в 1893 році  Джоном Кольером була намальована картина «Келих вина від Чезаре Борджіа», Чезаре втік до Іспанії, де хоробро бився серед найманців і помер через майже три роки.

## Сім'я та діти
Обвінчавшись в 1498 році з Шарлоттою, Чезаре так більше і не побачив ні власну дружину, ні дочку Луїзу. Шарлотта ж, навпаки, залишилася вірна чоловікові до самого кінця. Разом з дочкою вона пішла в монастир і до самої своєї смерті вела побожний спосіб життя. Луїза потім вступила в шлюб, народила шістьох дітей, багато з яких зробили непогану кар'єру на військовій ниві. Долі позашлюбних дітей Чезаре, Камілли та Джіроламо, склалися по-різному. Камілла стала абатисою монастиря і була відома своїм благочестям. Син же, Джіроламо, перетворився на віроломного вбивцю, на чиїх руках кров, щонайменше, кількох людей. Він помер, залишивши двох дочок, але їх доля невідома. Таким чином, схильності Чезаре, упокоїлися разом з його сином.

## Цікавий факт
Чезаре Борджія, герцог Валентіно є одним з героїв роману української письменниці Лори Підгірної "Омбре. Над темрявою і світлом". Дія твору відбувається і на території сучасної України, насамперед у м. Кам'янці-Подільському.